# Hugo Leonardo Pereira Nascimento
Hugo Leonardo Pereira Nascimento (Rio de Janeiro, 1987. június 6.) brazil labdarúgó.